# The Right Song
The Right Song è un singolo dei DJ olandesi Tiësto e Oliver Heldens, pubblicato il 22 gennaio 2016 sulle etichette Musical Freedom e PM:AM Recordings, parte del gruppo della Universal Music Group.
Il brano vede la partecipazione vocale della cantante olandese Natalie La Rose.

## Video musicale
Il video musicale, diretto da Shynola, è stato reso disponibile il 22 gennaio 2016 in concomitanza con l'uscita del singolo.

## Tracce
Testi e musiche di Emily Warren, Oliver Heldens, Scott Harris e Tijs Verwest.
Download digitale
1. The Right Song (feat. Natalie La Rose) – 3:25

Download digitale – Remixes EP
1. The Right Song (feat. Natalie La Rose) (Dillon Francis Remix) – 4:04
2. The Right Song (feat. Natalie La Rose) (Basement Jaxx Zone Club) – 5:41
3. The Right Song (feat. Natalie La Rose) (Mike Williams Remix) – 4:50
4. The Right Song (feat. Natalie La Rose) (Tom Zanetti & KO Kane Remix) – 4:44

## Formazione
Musicisti
- Natalie La Rose – voce
- Matt Ward – arrangiamento voce

Produzione
- Tiësto – produzione
- Oliver Heldens – produzione
- Mitch McCarthy – missaggio, ingegneria acustica

## Classifiche
| Classifica (2016-17) | Posizione massima |
| -------------------- | ----------------- |
| Irlanda              | 57                |
| Norvegia             | 33                |
| Paesi Bassi          | 46                |
| Polonia              | 49                |
| Regno Unito          | 39                |
| Svezia               | 100               |
| Ucraina              | 7                 |